# Mary Arnold Prentiss
Mary Arnold Prentiss (26 ottobre 1916 – 29 gennaio 1975) è stata una tennista statunitense.

## Biografia
Durante la sua carriera giunse in finale al doppio al Roland Garros nel 1948 perdendo contro la coppia composta da Doris Hart e Pat Canning Todd in due set (6-4, 6-2), la sua compagna nell'occasione era Shirley Fry.
Nel 1941 perse in finale nel singolare femminile al Cincinnati Open contro Pauline Betz Addie in due set (6-4, 6-3).
All'US Open in due occasioni, nel 1943 e nel  1946 giunse in finale al doppio entrambe le volte con Patricia Todd, perdendo contro Louise Brough e Margaret Osborne.